# Pohár krále Fahda 1995
Konfederační pohár FIFA 1995 byl 2. ročníkem Konfederačního poháru FIFA. Konal se v Saúdské Arábii od 6. do 13. ledna 1995. Vítězem se stala reprezentace Dánska.

## Místa konání
- Stadión King Fahd II

## Kvalifikované týmy
- Saúdská Arábie (hostitel)
- Argentina (vítěz Copa América 1993)
- Nigérie (vítěz Afrického poháru národů 1994)
- Dánsko (vítěz Mistrovství Evropy ve fotbale 1992)
- Mexiko (vítěz Zlatého poháru CONCACAF 1993)
- Japonsko (vítěz Mistrovství Asie ve fotbale 1992)

## Základní skupiny

### Skupina A
| Tým            | Z | V | R | P | GV | GI | +/- | B |
| -------------- | - | - | - | - | -- | -- | --- | - |
| Dánsko         | 2 | 1 | 1 | 0 | 3  | 1  | +2  | 4 |
| Mexiko         | 2 | 1 | 1 | 0 | 3  | 1  | +2  | 4 |
| Saúdská Arábie | 2 | 0 | 0 | 2 | 0  | 4  | −4  | 0 |

| 6. ledna 1995 18:15 AST |          |                    |                                                                         |
| Saúdská Arábie          | 0 – 2    | Mexiko             | King Fahd II Stadium, Rijád diváci: 25 000 rozhodčí: Imperatore (Chile) |
|                         | (Report) | L. García 65', 82' | King Fahd II Stadium, Rijád diváci: 25 000 rozhodčí: Imperatore (Chile) |

| 8. ledna 1995 00:00 AST |          |                              |                                                                        |
| Saúdská Arábie          | 0 – 2    | Dánsko                       | King Fahd II Stadium, Rijád diváci: 10 000 rozhodčí: Chong (Mauricius) |
|                         | (Report) | B. Laudrup 43' Wieghorst 90' | King Fahd II Stadium, Rijád diváci: 10 000 rozhodčí: Chong (Mauricius) |

| 10. ledna 1995 00:00 AST |                   |                  |                                                                         |
| Mexiko                   | 1 – 1 (po prodl.) | Dánsko           | King Fahd II Stadium, Rijád diváci: 20 000 rozhodčí: Imperatore (Chile) |
| L. García 25'            | (Report)          | P. Rasmussen 48' | King Fahd II Stadium, Rijád diváci: 20 000 rozhodčí: Imperatore (Chile) |

|                                  |       | Penaltový rozstřel                |  |
| Suárez Bernal Del Olmo L. García | 2 – 4 | Schjønberg M. Laudrup Høgh Rieper |  |

### Skupina B
| Tým       | Z | V | R | P | GV | GI | +/- | B |
| --------- | - | - | - | - | -- | -- | --- | - |
| Argentina | 2 | 1 | 1 | 0 | 5  | 1  | +4  | 4 |
| Nigérie   | 2 | 1 | 1 | 0 | 3  | 0  | +3  | 4 |
| Japonsko  | 2 | 0 | 0 | 2 | 1  | 8  | -7  | 0 |

| 6. ledna 1995 01:00 AST |          |                                     |                                                                             |
| Japonsko                | 0 – 3    | Nigérie                             | King Fahd II Stadium, Rijád diváci: 25 000 rozhodčí: Craciunescu (Rumunsko) |
|                         | (Report) | Amunike 4' Adepoju 55' Amokachi 65' | King Fahd II Stadium, Rijád diváci: 25 000 rozhodčí: Craciunescu (Rumunsko) |

| 8. ledna 1995 20:00 AST |          |                                                             |                                                                          |
| Japonsko                | 1 – 5    | Argentina                                                   | King Fahd II Stadium, Rijád diváci: 10 000 rozhodčí: Badilla (Kostarika) |
| Miura 57'               | (Report) | Rambert 31' Ortega 45' Batistuta 47', 86' (pen.) Chamot 54' | King Fahd II Stadium, Rijád diváci: 10 000 rozhodčí: Badilla (Kostarika) |

| 10. ledna 1995 01:00 AST |          |           |                                                                                        |
| Nigérie                  | 0 – 0    | Argentina | King Fahd II Stadium, Rijád diváci: 20 000 rozhodčí: Bujsaim (Spojené arabské emiráty) |
|                          | (Report) |           | King Fahd II Stadium, Rijád diváci: 20 000 rozhodčí: Bujsaim (Spojené arabské emiráty) |

## O 3. místo
| 13. ledna 1995 18:00 AST |                |              |                                                                             |
| Mexiko                   | 1 – 1 (prodl.) | Nigérie      | King Fahd II Stadium, Rijád diváci: 20 000 rozhodčí: Craciunescu (Rumunsko) |
| Ramírez 20'              | (Report)       | Amokachi 31' | King Fahd II Stadium, Rijád diváci: 20 000 rozhodčí: Craciunescu (Rumunsko) |

|                                                 |       | Penaltový rozstřel                    |  |
| García Aspe L. García Galindo Hermosillo Suárez | 5 – 4 | Okocha Adepoju Eguavoen Iroha Amunike |  |

## Finále
| 13. ledna 1995 20:15 AST       |          |           |                                                                                        |
| Dánsko                         | 2 – 0    | Argentina | King Fahd II Stadium, Rijád diváci: 35 000 rozhodčí: Bujsaim (Spojené arabské emiráty) |
| M. Laudrup 8' P. Rasmussen 75' | (Report) |           | King Fahd II Stadium, Rijád diváci: 35 000 rozhodčí: Bujsaim (Spojené arabské emiráty) |

## Vítěz
| Konfederační pohár FIFA 1995 Dánsko |